# NFC West
NFC West je divize National Football Conference (NFC, Národní fotbalové konference) National Football League (NFL, Národní fotbalové ligy). V současnosti má čtyři členy: Arizonu Cardinals, Los Angeles Rams, San Francisco 49ers a Seattle Seahawks. 
Když byla divize po sloučení AFL-NFL v roce 1970 vytvořena, měla čtyři týmy: Atlantu Falcons, Los Angeles Rams, New Orleans Saints, a San Francisco 49ers, a svým složením se podobala staré Coastal Division, jen Saints nahradili Baltimore Colts. Když Seattle Seahawks začali hrát v roce 1976, strávili první rok v této divizi před přesunem do AFC West následujícího roku. V roce 1995 je do NFC West zařazena Carolina Panthers. Ve stejném roce se také Rams stěhují do St. Louis, ale zůstávají ve své divizi i přesto, že se Dallas Cowboys z NFC East nachází mnohem dále na západ.
Úpravy před sezónou 2002 zásadně změnily vzhled NFC West. Falcons, Panthers a Saints odešli do NFC South, přišli Cardinals a Seahawks. Rams zůstali, aby byla zachována historická rivalita s 49ers, která existuje od roku 1950 (Rams hráli v Los Angeles mezi roky 1946 – 1994).
V roce 2010 se NFC West stala první divizi v historii NFL, jejíž šampion zakončil ročník se zápornou bilancí. Seattle Seahawks v posledním utkání základní části porazili St. Louis Rams 16-6 a skončili s bilancí 7-9.

## Složení divize
1967 – 1969 – Původní Eastern Division se rozdělila na Coastal a Central Division. Z Western Division přišla Atlanta, a složení divize doplnili Baltimore, Los Angeles a San Francisco.
- Atlanta Falcons
- Baltimore Colts
- Los Angeles Rams
- San Francisco 49ers

1970 – 1975 – Baltimore je přesunut do American Football Conference's East division (zkráceně AFC East), New Orleans Saints přichází z Capitol Division (přejmenována na NFC East). Po sloučení AFL a NFL je divize nově pojmenována jako NFC West.
- Atlanta Falcons
- Los Angeles Rams
- New Orleans Saints
- San Francisco 49ers

1976 – Přichází nový tým Seattle Seahawks.
- Atlanta Falcons
- Los Angeles Rams
- New Orleans Saints
- San Francisco 49ers
- Seattle Seahawks

1977 – 1994 – Seahawks jsou přesunuti do AFC West.
- Atlanta Falcons
- Los Angeles Rams
- New Orleans Saints
- San Francisco 49ers

1995 – 2001 – Rams se stěhují do St. Louis, přichází nový tým Carolina Panthers.
- Atlanta Falcons
- Carolina Panthers
- New Orleans Saints
- St. Louis Rams
- San Francisco 49ers

2002 – 2015 – Atlanta, Carolina a New Orleans se stěhují do NFC South. Arizona přichází z NFC East, Seattle se vrací z AFC West.
- Arizona Cardinals
- St. Louis Rams
- San Francisco 49ers
- Seattle Seahawks

2016 – současnost – Rams se stěhují do Los Angeles.
- Arizona Cardinals
- Los Angeles Rams
- San Francisco 49ers
- Seattle Seahawks

## Šampióni divize
| Sezóna   | Tým                 | Bilance | Výsledek v play-off               |
| -------- | ------------------- | ------- | --------------------------------- |
| NFC West |                     |         |                                   |
| 1970     | San Francisco 49ers | 10-3-1  | Porážka v NFC Championship Game   |
| 1971     | San Francisco 49ers | 9-5-0   | Porážka v NFC Championship Game   |
| 1972     | San Francisco 49ers | 8-5-1   | Porážka v NFC Divisional Play-off |
| 1973     | Los Angeles Rams    | 12-2-0  | Porážka v NFC Divisional Play-off |
| 1974     | Los Angeles Rams    | 10-4-0  | Porážka v NFC Championship Game   |
| 1975     | Los Angeles Rams    | 12-2-0  | Porážka v NFC Championship Game   |
| 1976     | Los Angeles Rams    | 10-3-1  | Porážka v NFC Championship Game   |
| 1977     | Los Angeles Rams    | 10-4-0  | Porážka v NFC Divisional Play-off |
| 1978     | Los Angeles Rams    | 12-4-0  | Porážka v NFC Championship Game   |
| 1979     | Los Angeles Rams    | 9-7-0   | Porážka v Super Bowlu XIV         |
| 1980     | Atlanta Falcons     | 12-4-0  | Porážka v NFC Divisional Play-off |
| 1981     | San Francisco 49ers | 13-3-0  | Vítězství v Super Bowlu XVI       |
| 1982+    | Atlanta Falcons     | 5-4-0   | Porážka v NFC First Round         |
| 1983     | San Francisco 49ers | 10-6-0  | Porážka v NFC Championship Game   |
| 1984     | San Francisco 49ers | 15-1-0  | Vítězství v Super Bowlu XIX       |
| 1985     | Los Angeles Rams    | 11-5-0  | Porážka v NFC Championship Game   |
| 1986     | San Francisco 49ers | 10-5-1  | Porážka v NFC Divisional Play-off |
| 1987     | San Francisco 49ers | 13-2-0  | Porážka v NFC Divisional Play-off |
| 1988     | San Francisco 49ers | 10-6-0  | Vítězství v Super Bowlu XXIII     |
| 1989     | San Francisco 49ers | 14-2-0  | Vítězství v Super Bowlu XXIV      |
| 1990     | San Francisco 49ers | 14-2-0  | Porážka v NFC Championship Game   |
| 1991     | New Orleans Saints  | 11-5-0  | Porážka v NFC Wild Card Play-off  |
| 1992     | San Francisco 49ers | 14-2-0  | Porážka v NFC Championship Game   |
| 1993     | San Francisco 49ers | 10-6-0  | Porážka v NFC Championship Game   |
| 1994     | San Francisco 49ers | 13-3-0  | Vítězství v Super Bowlu XXIX      |
| 1995     | San Francisco 49ers | 11-5-0  | Porážka v NFC Divisional Play-off |
| 1996     | Carolina Panthers   | 12-4-0  | Porážka v NFC Championship Game   |
| 1997     | San Francisco 49ers | 13-3-0  | Porážka v NFC Championship Game   |
| 1998     | Atlanta Falcons     | 14-2-0  | Porážka v Super Bowlu XXXIII      |
| 1999     | St. Louis Rams      | 13-3-0  | Vítězství v Super Bowlu XXXIV     |
| 2000     | New Orleans Saints  | 10-6-0  | Porážka v NFC Divisional Play-off |
| 2001     | St. Louis Rams      | 14-2-0  | Porážka v Super Bowlu XXXVI       |
| 2002     | San Francisco 49ers | 10-6-0  | Porážka v NFC Divisional Play-off |
| 2003     | St. Louis Rams      | 12-4-0  | Porážka v NFC Divisional Play-off |
| 2004     | Seattle Seahawks    | 9-7-0   | Porážka v NFC Wild Card Play-off  |
| 2005     | Seattle Seahawks    | 13-3-0  | Porážka v Super Bowlu XL          |
| 2006     | Seattle Seahawks    | 9-7-0   | Porážka v NFC Divisional Play-off |
| 2007     | Seattle Seahawks    | 10-6-0  | Porážka v NFC Divisional Play-off |
| 2008     | Arizona Cardinals   | 9-7-0   | Porážka v Super Bowlu XLIII       |
| 2009     | Arizona Cardinals   | 10-6-0  | Porážka v NFC Divisional Play-off |
| 2010     | Seattle Seahawks    | 7-9-0   | Porážka v NFC Divisional Play-off |
| 2011     | San Francisco 49ers | 13-3-0  | Porážka v NFC Championship Game   |
| 2012     | San Francisco 49ers | 11-4-1  | Porážka v Super Bowlu XLVII       |
| 2013     | Seattle Seahawks    | 13-3-0  | Vítězství v Super Bowlu XLVIII    |
| 2014     | Seattle Seahawks    | 12-4-0  | Porážka v Super Bowlu XLIX        |
| 2015     | Arizona Cardinals   | 13-3-0  | Porážka v NFC Championship Game   |
| 2016     | Seattle Seahawks    | 10-5-1  | Porážka v NFC Divisional Play-off |
| 2017     | Los Angeles Rams    | 11-5-0  | Porážka v NFC Wild Card Play-off  |
| 2018     | Los Angeles Rams    | 13-3-0  | Porážka v Super Bowlu LII         |
| 2019     | San Francisco 49ers | 13-3-0  | Porážka v Super Bowlu LIV         |
| 2020     | Seattle Seahawks    | 12-4-0  | Porážka v NFC Wild Card Play-off  |

+ Stávka hráčů zredukovala sezónu na 9 zápasů, z toho důvodu vedení ligy zorganizovalo speciální „turnaj“ pouze pro tento rok. Pořadí v divizi nebylo formálně uznáno, i když každá divize musela vyslat alespoň jeden tým do play-off. 

## Divoká karta
| Sezóna   | Tým                 | Bilance | Výsledek v play-off               |
| -------- | ------------------- | ------- | --------------------------------- |
| NFC West |                     |         |                                   |
| 1978     | Atlanta Falcons     | 9-7-0   | Porážka v NFC Divisional Play-off |
| 1983     | Los Angeles Rams    | 12-4-0  | Porážka v NFC Wild Card Play-off  |
| 1984     | Los Angeles Rams    | 10-6-0  | Porážka v NFC Wild Card Play-off  |
| 1985     | San Francisco 49ers | 10-6-0  | Porážka v NFC Wild Card Play-off  |
| 1986     | Los Angeles Rams    | 10-6-0  | Porážka v NFC Wild Card Play-off  |
| 1987     | New Orleans Saints  | 12-3-0  | Porážka v NFC Wild Card Play-off  |
| 1988     | Los Angeles Rams    | 10-6-0  | Porážka v NFC Wild Card Play-off  |
| 1989     | Los Angeles Rams    | 11-5-0  | Porážka v NFC Championship Game   |
| 1990     | New Orleans Saints  | 8-8-0   | Porážka v NFC Wild Card Play-off  |
| 1991     | Atlanta Falcons     | 10-6-0  | Porážka v NFC Divisional Play-off |
| 1992     | New Orleans Saints  | 12-4-0  | Porážka v NFC Wild Card Play-off  |
| 1995     | Atlanta Falcons     | 9-7-0   | Porážka v NFC Wild Card Play-off  |
| 1996     | San Francisco 49ers | 12-4-0  | Porážka v NFC Divisional Play-off |
| 1998     | San Francisco 49ers | 12-4-0  | Porážka v NFC Divisional Play-off |
| 2000     | St. Louis Rams      | 10-6-0  | Porážka v NFC Wild Card Play-off  |
| 2001     | San Francisco 49ers | 12-4-0  | Porážka v NFC Wild Card Play-off  |
| 2003     | Seattle Seahawks    | 10-6-0  | Porážka v NFC Wild Card Play-off  |
| 2004     | St. Louis Rams      | 8-8-0   | Porážka v NFC Divisional Play-off |
| 2012     | Seattle Seahawks    | 11-5-0  | Porážka v NFC Divisional Play-off |
| 2013     | San Francisco 49ers | 12-4-0  | Porážka v NFC Championship Game   |
| 2014     | Arizona Cardinals   | 11-5-0  | Porážka v NFC Wild Card Play-off  |
| 2015     | Seattle Seahawks    | 10-6-0  | Porážka v NFC Divisional Play-off |
| 2018     | Seattle Seahawks    | 10-6-0  | Porážka v NFC Wild Card Play-off  |
| 2019     | Seattle Seahawks    | 11-5-0  | Porážka v NFC Divisional Play-off |
| 2020     | Los Angeles Rams    | 10-6-0  | Porážka v NFC Divisional Play-off |

## Celkem v play-off
| Tým                        | Divizní šampión | Účast v play-off | Šampion Konference | Vítězství v Super Bowlu |
| -------------------------- | --------------- | ---------------- | ------------------ | ----------------------- |
| San Francisco 49ers        | 20              | 25               | 7                  | 5                       |
| Los Angeles/St. Louis Rams | 15              | 24               | 4                  | 1                       |
| Seattle Seahawks           | 9               | 14               | 3                  | 1                       |
| Arizona/Phoenix Cardinals  | 3               | 4                | 1                  | 0                       |